# ميزان بلوري كوارتز

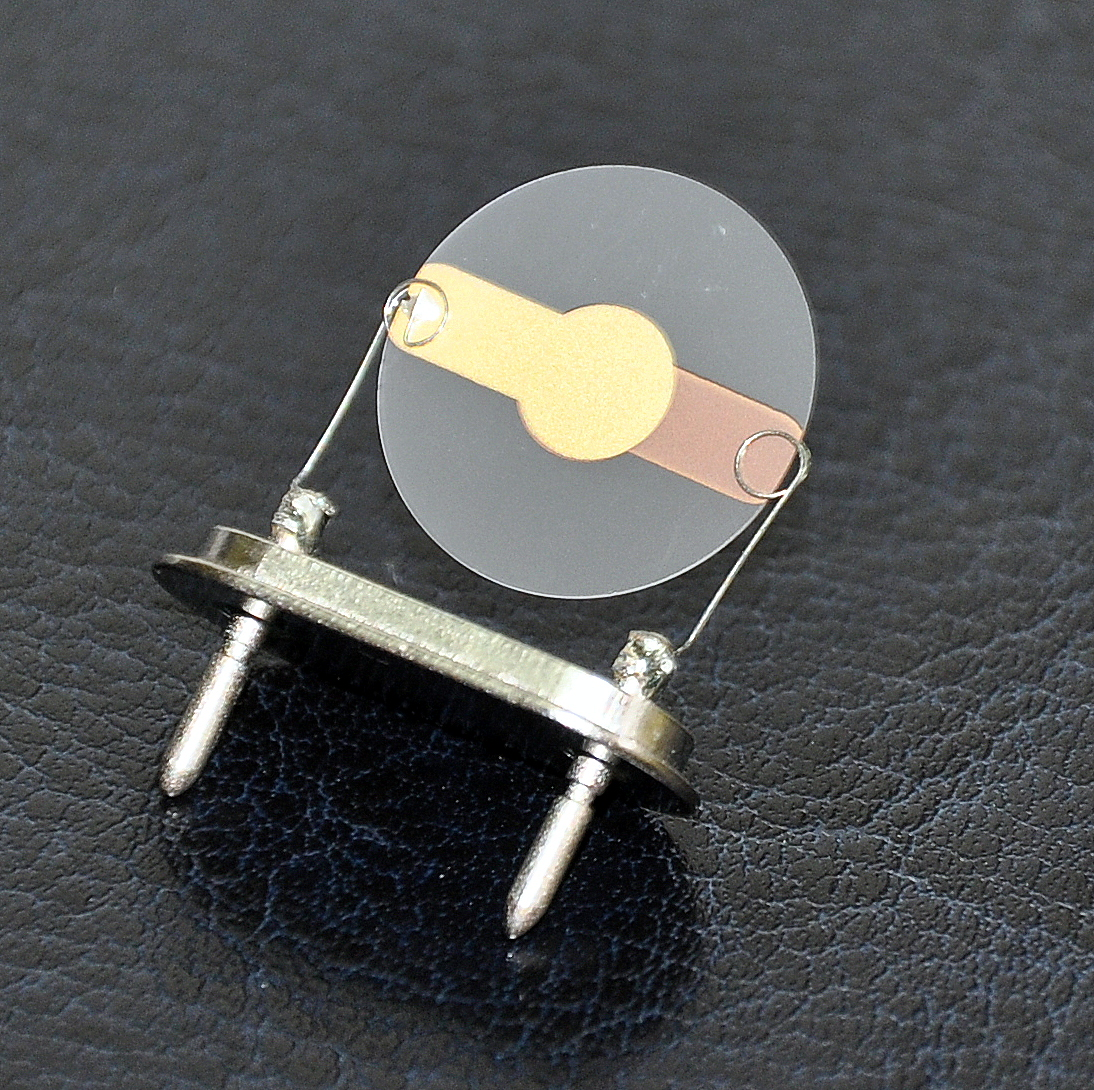
مرنان كوارتز كهرضغطي

ميزان الكوارتز البلوري (QCM) هو تقنية تقيس تغيرات الكتلة على سطح ما عن طريق مراقبة التغير في تردد الرنين لبلورة الكوارتز. هذا التغير في التردد يرتبط ارتباطًا مباشرًا بكمية الكتلة المضافة إلى سطح البلورة أو المزالة منه. تُستخدم موازين الكوارتز البلورية في تطبيقات متنوعة، بما في ذلك مراقبة الأغشية الرقيقة، وقياس تغيرات الكتلة في الأنظمة البيولوجية، وتحليل تركيزات الغازات.

## وصف
الكوارتز هو أحد أفراد عائلة من البلورات التي تُظهر تأثيرًا كهرضغطيًا. وقد وجدت هذه الظاهرة تطبيقات في مصادر الطاقة العالية، وأجهزة الاستشعار، والمشغلات، ومعايير التردد، والمحركات، وغيرها. العلاقة بين الجهد المطبق والتشوه الميكانيكي معروفة جيدًا؛ وهذا يسمح باستكشاف الرنين الصوتي بوسائل كهربائية. إن تطبيق تيار متردد على بلورة الكوارتز سيؤدي إلى حدوث تذبذبات. وباستخدام تيار متردد بين أقطاب بلورة مقطوعة بشكل صحيح، تتولد موجة قص مستقرة. يمكن أن يصل عامل الجودة (Q)، وهو نسبة التردد إلى عرض النطاق الترددي، إلى 106
. يؤدي هذا الرنين الضيق إلى مذبذبات عالية الاستقرار ودقة عالية في تحديد تردد الرنين. يستغل ميزان الكوارتز البلوري هذه السهولة والدقة لأغراض الاستشعار. تسمح المعدات الشائعة بدقة تصل إلى 1 هرتز على البلورات ذات تردد رنين أساسي في نطاق 4-6 ميجاهرتز. يتضمن الإعداد النموذجي لميزان الكوارتز البلوري أنابيب تبريد مائي، ووحدة تثبيت، ومعدات استشعار التردد من خلال وصلة صغيرة، ومصدر تذبذب، وجهاز قياس وتسجيل.يعتمد تردد تذبذب بلورة الكوارتز جزئيًا على سمك البلورة. أثناء التشغيل العادي، تظل جميع المتغيرات المؤثرة الأخرى ثابتة؛ وبالتالي فإن التغيير في السُمك يرتبط ارتباطًا مباشرًا بتغيير في التردد. عندما تترسب الكتلة على سطح البلورة، يزداد سمكها؛ وبالتالي ينخفض تردد التذبذب عن القيمة الأولية. باستخدام بعض الافتراضات التبسيطية، يمكن قياس هذا التغير في التردد وربطه بدقة بالتغير في الكتلة باستخدام معادلة ساوربري .  تتضمن التقنيات الأخرى لقياس خصائص الأغشية الرقيقة القياس الإهليلجي ، وقياس طيف الرنين البلازموني السطحي (SPR)، والرنين البلازموني السطحي متعدد المعايير ، وقياس التداخل ثنائي الاستقطاب .
ميزان الكوارتز البلوري الوزني وغير الوزني
التطبيق الحسي الكلاسيكي لرنانات بلورات الكوارتز هو القياس الوزني الدقيق. تتوفر العديد من الأدوات التجارية، التي يُطلق على بعضها اسم أجهزة مراقبة السُمك. تستغل هذه الأجهزة علاقة ساوربري.بالنسبة للأغشية الرقيقة، يكون تردد الرنين عادةً متناسبًا عكسيًا مع السُمك الكلي للصفيحة. يزداد هذا الأخير عند ترسيب طبقة رقيقة على سطح البلورة. يتم الوصول بسهولة إلى حساسية الطبقة الأحادية. ومع ذلك، عندما يزداد سُمك الفيلم، تبدأ التأثيرات اللزوجية المرنة في الظهور.في أواخر الثمانينيات، أُدرك أنه يمكن تشغيل ميزان الكوارتز البلوري أيضًا في السوائل، إذا اتُخذت التدابير المناسبة للتغلب على عواقب التخميد الكبير. مرة أخرى، تساهم التأثيرات اللزوجية المرنة بقوة في خصائص الرنين.
اليوم، يعد الوزن الدقيق أحد الاستخدامات العديدة لـ QCM.  وتعتبر قياسات اللزوجة ، والخصائص اللزجة المرنة بشكل عام، ذات أهمية كبيرة أيضًا. إن نموذج الكمومي "غير الثقالي" ليس بأي حال من الأحوال بديلاً لنموذج الكمومي التقليدي. وقد استمر العديد من الباحثين، الذين يستخدمون مرنانات الكوارتز لأغراض أخرى غير قياس الجاذبية، في تسمية مرنان بلورة الكوارتز بـ "QCM". في الواقع، فإن مصطلح "التوازن" له معنى حتى بالنسبة للتطبيقات غير الجاذبية إذا تم فهمه بمعنى توازن القوة . عند الرنين، يتم موازنة القوة المطبقة على البلورة بواسطة العينة بواسطة قوة تنشأ من تدرج القص داخل البلورة. هذا هو جوهر التقريب للحمل الصغير.